# Mount Thor
Mount Thor (też: Thor Peak; inu. Qaisualuk) – góra w kanadyjskiej prowincji Nunavut, na Ziemi Baffina w Parku Narodowym Auyuittuq. Jej wysokość wynosi 1675 m n.p.m.. Szczyt znajduje się 46 km na północ od Pangnirtung i znany jest z najwyższej na świecie ściany pionowej – 1250 m. Jest to przewieszenie o kącie nachylenia 105°. Nazwana została na cześć nordyckiego boga Thora.
Mount Thor leży w Górach Baffina, które są częścią pasma innuickiego. Zbudowana jest z granitu.
Górę po raz pierwszy zdobyto w maju 1953 roku. Dokonał tego zespół z Arctic Institute of North America.

## Galeria

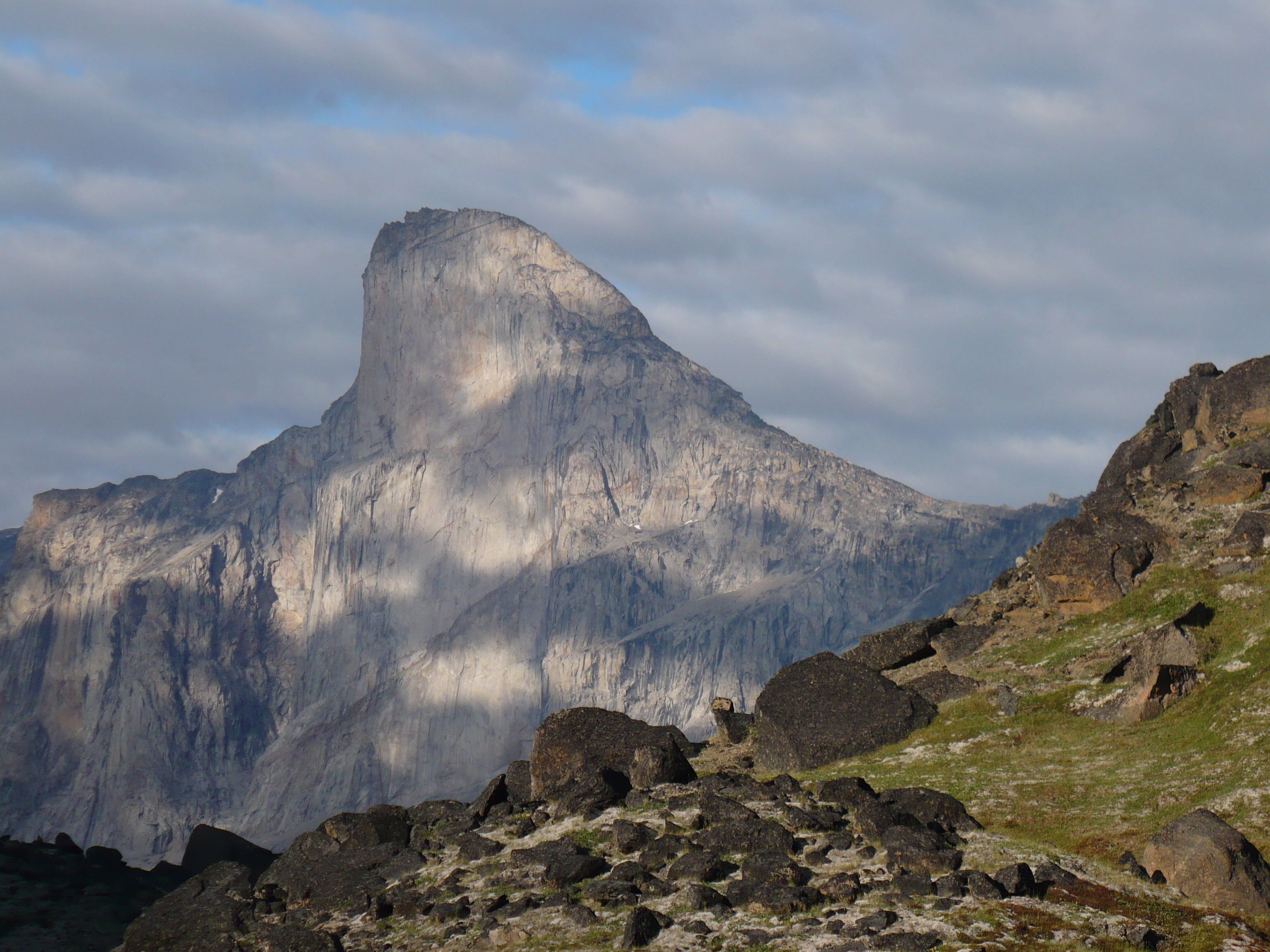
Mount Thor
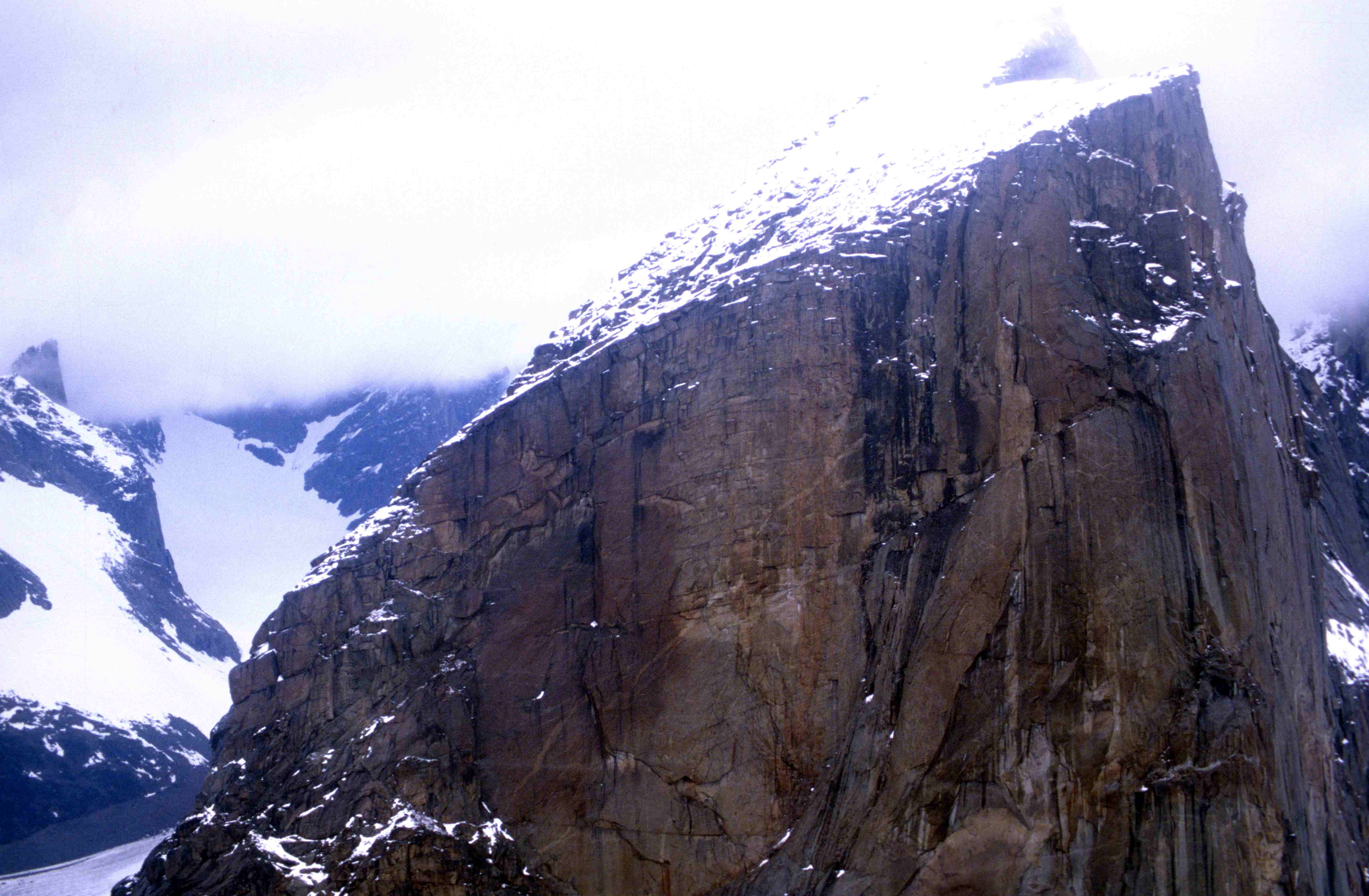
Szczyt Mount Thor w 1997 roku
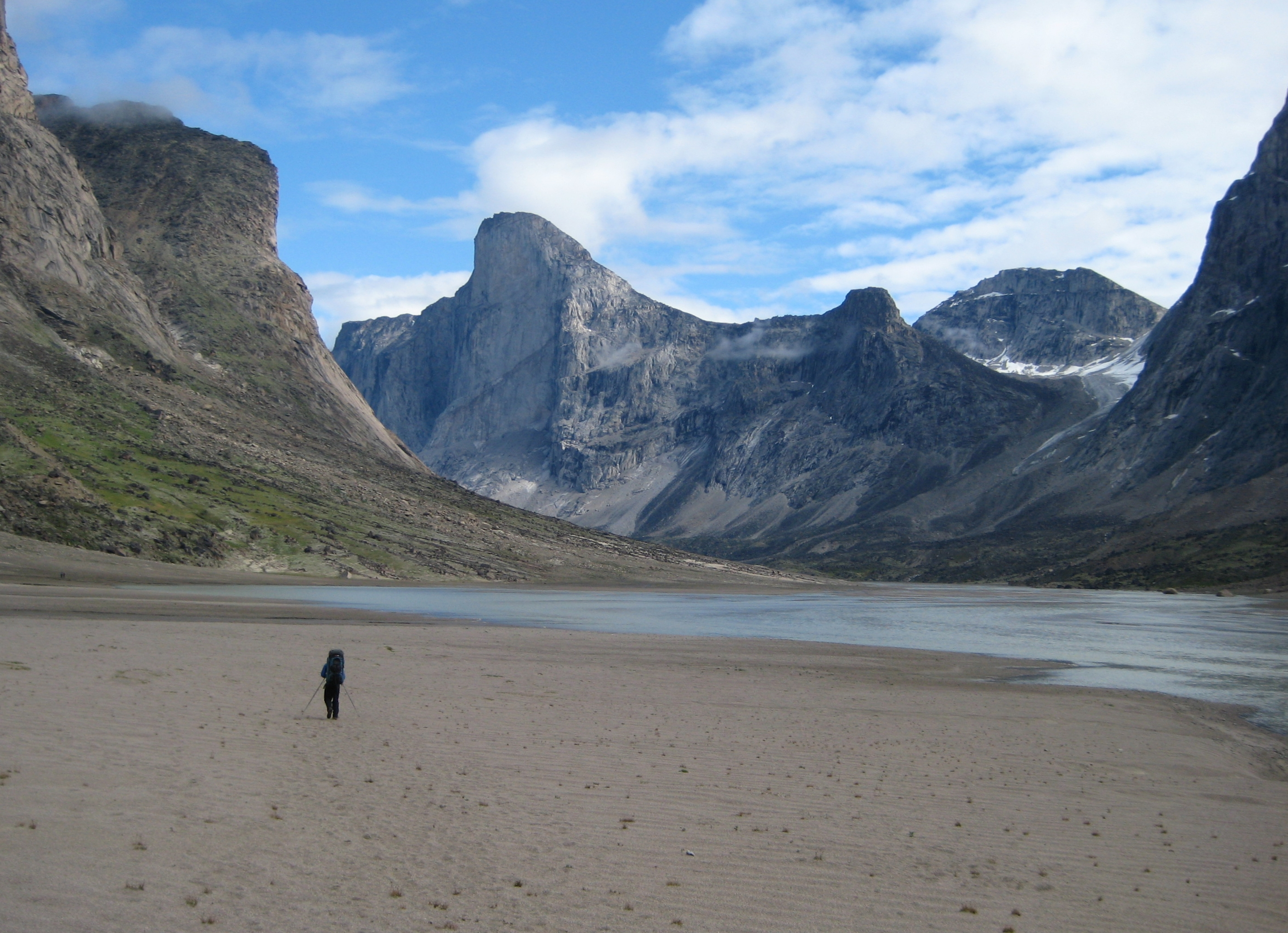
Widok z południa